# آتش یونانی

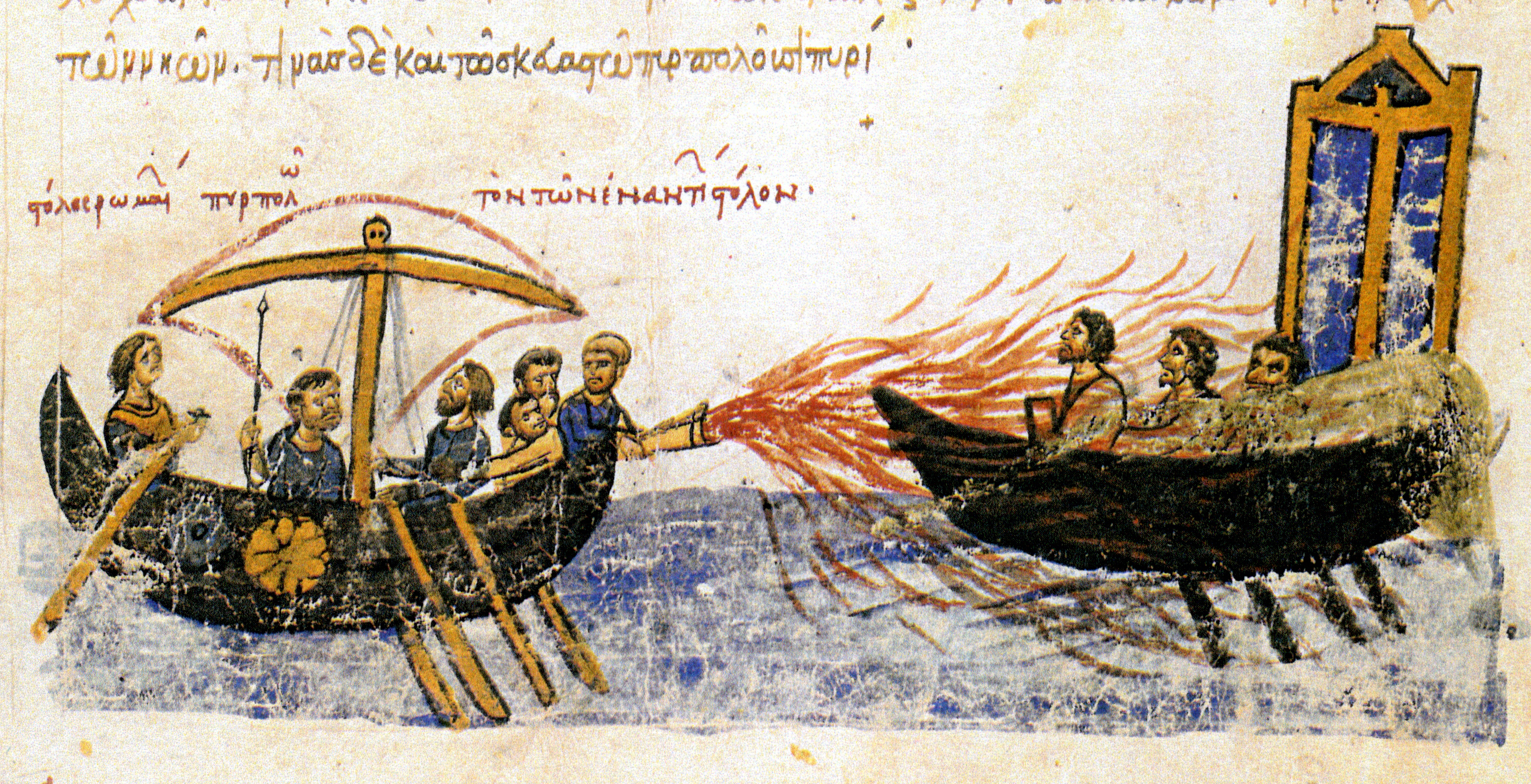
کشتی بیزانسی در اواخر سده یازدهم میلادی در مواجهه با دشمن آتش یونانی را بکار می‌برد.

آتش یونانی سلاحی است آتش زا که در حدود قرن هفتم توسعه یافت؛ و پس از یونانیان بیزانسی نام گرفت، کسانی که مایل به استفاده از آن در میدان نبرد بودند. آتش یونانی همچنین توسط عرب‌ها، چینی‌ها و مغول‌ها نیز مورد استفاده قرار گرفت. این سلاح بسیار ویرانگر بوده و ترس قابل توجهی در دشمن ایجاد می‌کرده است.
فرمول ساخت آتش یونانی مخفی نگه داشته شد به طوری که امروزه هیچ‌کس دقیقاً نمی‌داند که آتش یونانی چه بوده است. به نظر می‌رسد که آتش یونانی مانند بمب آتش زا و دیگر سلاح‌های مدرن آتش زا رفتار می‌کرده، به این معنی که خاموش کردن آن بسیار سخت و دشوار بوده است. به طوری که ریختن آب بر روی آن باعث بیشتر شدن آتش می‌شده است.
برخی نظریه‌ها در رابطه با ترکیب مواد این آتش این است که در آن نفت به کار برده می‌شده است، همراه با آهک، گوگرد، نیترات سدیم و نیترات پتاسیم. خیلی از این مواد در مواد منفجره استفاده می‌شود. توسعه آتش یونانی احتمالاً بیشتر مربوط به کیمیاگری بوده است.
یونانیان از این آتش برای درست کردن کشتی آتش و قرار دادن آنها برای دشمن استفاده می‌کردند. همچنین از این آتش برای درست کردن بمب‌های آتش زا که به وسیله منجنیق می‌توانستند آنها را به کشتی‌های دیگر پرتاب کنند، استفاده می‌شده است.
تلاش‌های زیادی برای ساخت دوباره این آتش انجام شده ولی تاکنون هیچ فرمول رضایت بخشی درست نشده است.
لازم است ذکر شود که آتش یونانی، با نام آتش مادی نیز شناخته می‌شد. پروکوپیوس مورخ قرن ششم در نوشته‌های خود اشاره می‌کند که یونانیان با روغنی خام به نام نفتا نیز آشنا بودند که نام خود را از واژه فارسی میانه نفت گرفته بود و به نظر می‌رسد یکی از عناصر اساسی تشکیل دهنده آتش یونانی یا آتش مادی بوده است.
جان هالدون از دانشگاه پرینستون گفته سازندگان احتمالاً نفت را با رزین به دست آمده از کاج که خاصیت چسبندگی دارد مخلوط می‌کرده‌اند که در عین حال، باعث سوختن طولاتی تر و داغ تر آن می‌شده است.